# 松月弘恵
松月 弘恵（まつづき ひろえ、1959年 - ）は、日本の栄養学者。日本女子大学教授。

## 経歴
- 1978年 北海道旭川東高等学校卒業
- 1982年 日本女子大学家政学部食物学科卒業、聖マリアンナ医科大学病院栄養部勤務
- 1995年 日本女子大学大学院家政学研究科児童学専攻修士課程修了
- 1998年 東京家政学院大学非常勤講師
- 2005年 東京家政学院大学助教授、日本給食経営管理学会常任理事
- 2011年 神奈川工科大学准教授
- 2014年 神奈川工科大学教授
- 2016年 日本女子大学教授

## 学位
獨協医科大学博士（医学）、日本女子大学修士（家政学）、管理栄養士

## 専門分野
給食経営管理論、高齢者栄養管理

## 主な研究課題
- ヘルシーランチの開発と評価
- 中食、外食における食事バランスガイドの活用
- 中食、外食における効果的な栄養情報の提供
- 学校給食を用いた健康教育の展開
- 厨房労働における作業環境と生理・心理負荷

## 国際貢献・国内貢献
- 食事バランスガイド 外食版普及マニュアル策定委員（2005）
- 日本健康教育学会評議委員（2005）
- 全国栄養士養成施設協会コアカリキュラム委員会、作業部会（2003）
- 管理栄養士国家試験出題基準（ガイドライン）改定検討会作業部会（2002）

## 所属学会
- 日本給食経営管理学会
- 日本健康教育学会

## 参考資料
- 松月弘恵 - researchmap